# Campos do Jordão
Campos do Jordão, amtlich portugiesisch Município da Estância Climática de Campos do Jordão, ist eine Stadt im Bundesstaat São Paulo in Brasilien. Nach offizieller Schätzung des IBGE wohnten hier im Jahr 2021 52.713 Menschen, Jordanenser genannt. Die Stadt liegt ca. 170 km nordöstlich der Hauptstadt São Paulo, 1628 m über dem Meeresspiegel in den Bergen der Serra da Mantiqueira. Es ist die höchstgelegene Gemeinde Brasiliens.
Ein verbreiter Spitzname der Stadt lautet Suíça Paulista (auf Deutsch etwa: São-Paulische Schweiz). Sie wird besonders gern im brasilianischen Winter von brasilianischen Touristen und Wochenendausflüglern aus der Stadt São Paulo besucht, die in der kalten Jahreszeit „europäische Gefühle“ erleben wollen. Dann füllen sich die Villen, Apartmenthäuser und Hotels. Dieser Teil von Campos do Jordão ist wochentags außerhalb der Ferienzeiten fast menschenleer.
Der Ort liegt in einem Tal mit einigen im Schweizer Stil erbauten Fachwerkhäusern. Hauptattraktion, außer der Stadt selbst, ist der 1.950 Meter hohe Pedra do Baú (Truhenfelsen), ein Granitblock mit einer Höhe von 330 Metern, der weithin sichtbar aus der Landschaft emporragt. Er liegt auf dem Weg nach São Bento do Sapucaí. Bei den häufigsten natürlich vorkommenden Gesteinstypen im Plateau der Serra da Mantiqueira handelt es sich um Gneis, Granit, Schiefer, Quarzit und Migmatit.
Der städtische Teil von Campos do Jordão zieht sich auf etwa fünf Kilometern in einem Tal entlang: das Handelszentrum Abernéssia (eine Wortverbindung die auf Aberdeen und Inverness zurückgeht), Jaguaribe mit dem Busbahnhof und das touristische Capivari, in dem die meisten Restaurants, Hotels und Boutiquen liegen. Außer durch Stadtbusse werden die Stadtteile durch eine kleine Straßenbahn verbunden. Auf denselben Gleisen verkehrt auch der meist von Besuchern benutzte Zug nach Santo Antônio do Pinhal.
In den höheren Lagen finden sich viele Araukarien, die auch heute noch die native Vegetation beherrschen. Der östliche Teil des Munizips wird vom Parque Estadual de Campos do Jordão (auch Horto Florestal genannt) eingenommen. Er ist mit dem Stadtbus erreichbar und bietet neben guter Infrastruktur etwa 20 km Wanderwege. Einen Ausblick auf die Stadt bekommt man vom Morro do Elefante (Elefantenhügel). Fernsicht in das Paraíbatal hat man vom 15 km entfernten Pico de Itapeva.
Das natürliche Landschaftsbild innerhalb und außerhalb der Stadt ist geprägt durch einen Wechsel von Tälern und Berghängen mit Steigungen im Bereich von 10–35°. Es kommen durch Abschiebungen entstandene Geländestufen, sowie durch Blockrutschung verursachte Amphitheater-Formationen vor, die an den Hängen bewaldet sind. Um die Jahrtausendwende ist es auf dem Stadtgebiet zu mehreren Hangrutschungen nach starken Regenfällen gekommen. Hierbei spielen natürliche Faktoren wie eine sehr hohe Wasseraufnahme des vorliegenden lehmig-schluffigen oberen Bodenhorizonts eine Rolle, als auch unverdichtetes, bei Baumaßnahmen aufgebrachtes Bodenmaterial.

## Sehenswürdigkeiten

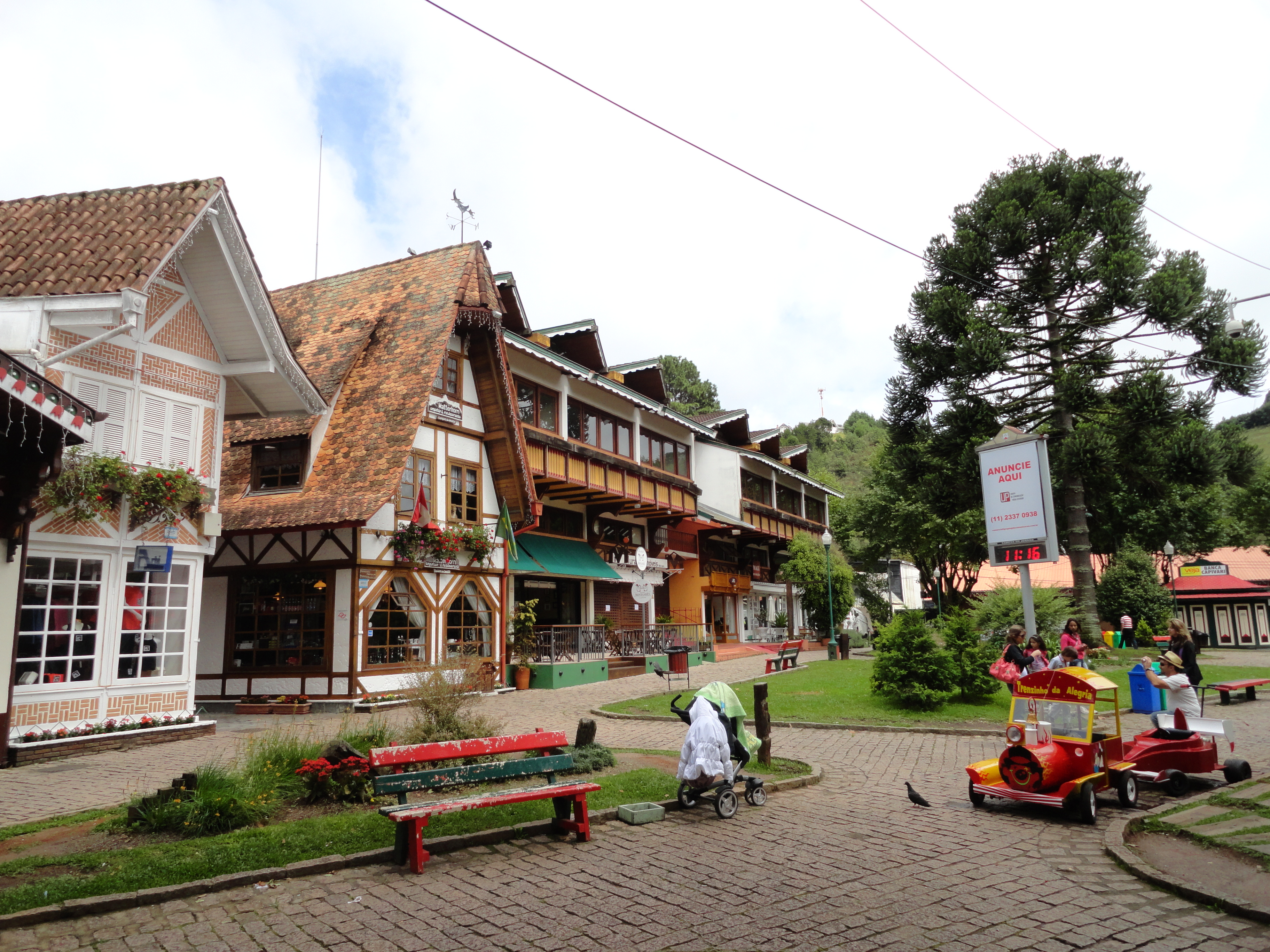
Im Stadtzentrum
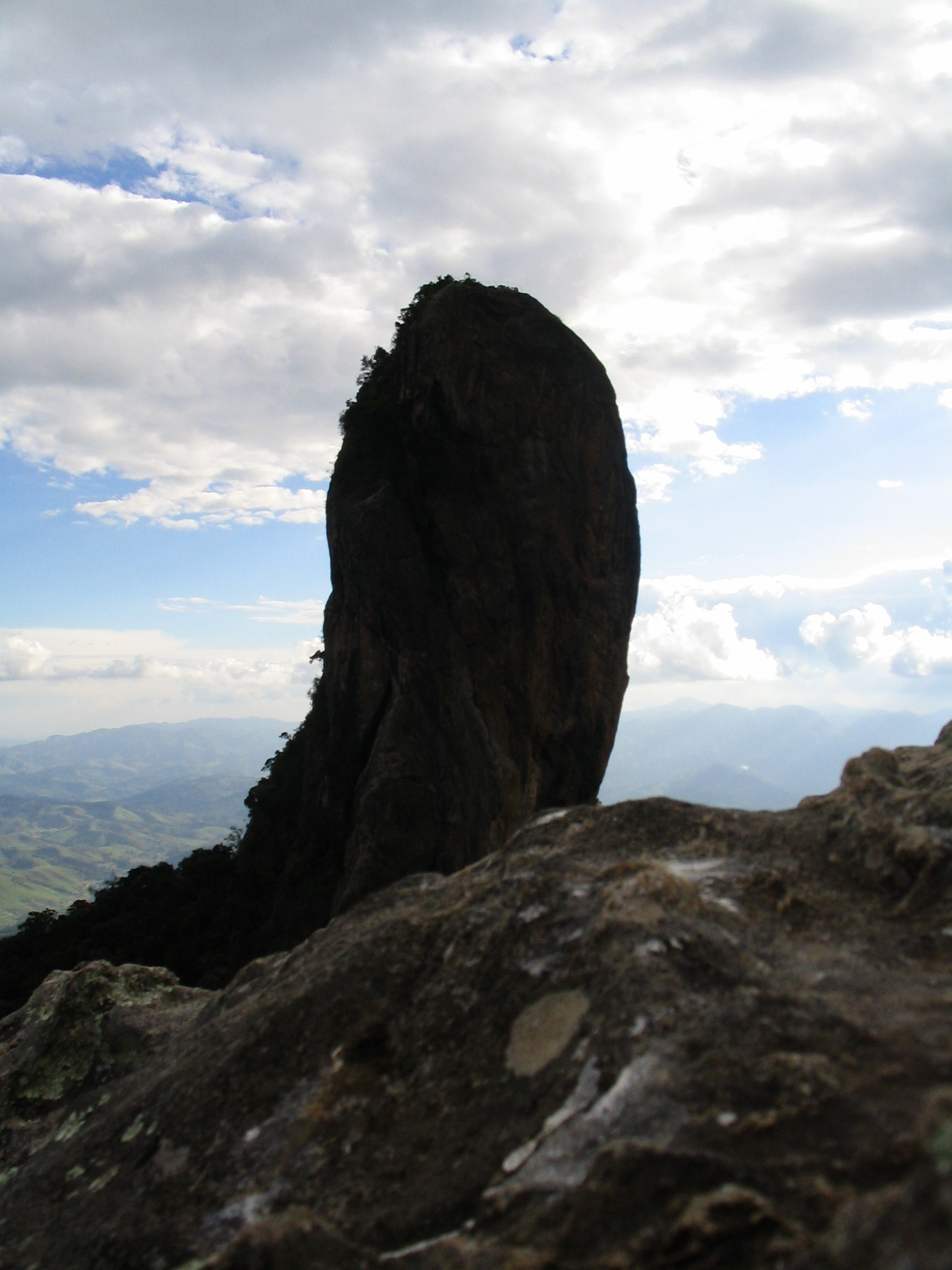
Granitfelsen Pedra do Baú